# Víctor Farías
Pour les articles homonymes, voir Farías.
Victor Farias (né à Santiago en 1940) est un universitaire chilien, docteur en philosophie. Il s'est fait connaître par deux ouvrages polémiques, l'un sur Martin Heidegger (portant sur son passé nazi) et l'autre sur Salvador Allende (soulevant la question de son antisémitisme et de son adhésion à une politique eugéniste).

## Biographie
Farías fait ses études à l'université catholique du Chili, après quoi il part en Allemagne où il obtient son  titre de docteur en philosophie. À l'université de Fribourg il suit les cours de Martin Heidegger, Rainer Marten et Eugen Fink. En 1971 il retourne au Chili, mais après le putsch contre Salvador Allende, craignant des représailles de la part du nouveau régime, repart de nouveau pour l'Allemagne. Là il devient chercheur puis professeur à l'université libre de Berlin, poste qu'il occupe jusqu'en 2006.
Dans son livre publié en 1987, Heidegger et le nazisme, il expose l'étendue du passé nazi du philosophe qui prétendait avoir rompu très vite avec le parti nazi. Farias soutient toutefois que sa pensée est profondément imprégnée par le nazisme.
De même que son ouvrage sur Heidegger provoque des controverses, celui qu'il consacre à Salvador Allende, Allende, la face caché : antisémitisme et eugénisme soulève des polémiques. Ainsi, à la parution de sa traduction en France, dans une tribune publiée dans Libération, Élisabeth Roudinesco prend la défense de l'homme d'État socialiste chilien qui fut d'abord médecin. Selon elle, dans sa thèse de médecine, le futur président du Chili ne fait qu'exposer « de la manière la plus académique, des théories scientistes qui avaient été adoptées à la fin du XIXe siècle  sur la lancée du darwinisme par les plus hautes autorités de la science médicale européenne ». L'accusation d'antisémitisme que Farias porte contre Allende ne se fonderait, selon la psychanalyste, que sur une citation de l'Italien Cesare Lombroso qui s'efforçait de distinguer une criminalité « spécifique des juifs ». Víctor Farías aurait extrapolé sans se livrer à une étude critique des textes.
Farias soutient qu'Allende aurait soutenu de telles idées jusqu'en 1942, car en tant que ministre de la santé du Chili de 1939 à 1942, il a proposé la stérilisation des malades mentaux, mais la loi ne fut jamais votée.
En 2000, dans un ouvrage controversé intitulé Los Nazis en Chile, Farias soutient la thèse que le nazisme aurait eu une influence sur le Chili en raison de l'immigration de nombreux nazis qui fuyaient l'Allemagne après la guerre.
En avril 2006 la Fondation espagnole Président Allende a déposé auprès de la Cour de Justice de Madrid une plainte en diffamation contre Farias et ses éditeurs.

## Réception critique

### Heidegger et le nazisme
La réception du livre Heidegger et le nazisme fut aussi grande que partagée. Roger-Pol Droit dans Le Monde le couvrit d'éloges: 

« Durant plusieurs années, cet universitaire chilien de quarante-sept ans, qui fut l’élève de Heidegger, a fouillé toutes les archives accessibles, épluché la presse du Reich, scruté les revues du Parti nazi et des associations affiliées, examiné les rapports internes de l’Université et des ministères, recueilli des témoignages. Sa conclusion est simple, peut-être trop simple : Heidegger fut par toutes ses fibres – ses actes, ses textes, sa pensée – un membre éminent et résolu du Parti nazi, dont il n’aurait jamais abandonné les convictions fondamentales. Implacablement documenté, ce livre est une bombe. »

Après la parution et la polémique suscitée en France, l'historien allemand Hugo Ott a rappelé que la plupart des faits qui faisaient sensation dans le livre de Farías avaient fait depuis longtemps l'objet de publications. Il s'est exprimé de manière critique à son sujet,. En opposition aux affirmations de Farías, H. Ott affirme :

« Il est apparu, au terme de mes propres recherches, que le recteur Heidegger s'est plutôt trouvé en conflit avec les étudiants SA vers la fin de son rectorat. Il s'agit donc d'une pure et simple construction, lorsque Farias présente la journée du 30 juin 1934 (le putsch contre Röhm) comme le grand tournant politique de Heidegger, comme si c'en était fait de la pensée révolutionnaire de Heidegger avec la défaite des SA. »

### Allende, la face caché: Antisémitisme et eugénisme
Pour l'historien spécialiste du Chili Jean-Pierre Blancpain, l'ouvrage de Farias Allende, la face caché : Antisémitisme et eugénisme (2006) a le mérite de faire preuve de « pédagogie historique » en montrant toutes les facettes du personnage d'Allende et ses positions eugénistes dans un passage de sa thèse comme dans la proposition de loi de stérilisation lorsqu'il est ministre de la Santé. Blancpain reproche à Farias d'omettre le contexte de l'époque, où les idées eugénistes étaient fréquentes et populaires dans les milieux intellectuels et dans l'opinion au niveau international dans de nombreuses tendances politiques, les socialistes suédois promouvant par exemple l'eugénisme jusque dans les années 1940, l'exception notable étant l'Église catholique. Par contre pour Blancpain le lien d'Allende avec Rauff et les nazis « ne tient pas » et n'est que « pure invention »

## Œuvres
- La Izquierda chilena
- Los Manuscritos de Melquiodes
- Heidegger et le nazisme, Paris, Verdier, 1987.
- Los Nazis en Chile, 2000.
- Allende, la face cachée : Antisémitisme et eugénisme, Paris, Jacques Grancher, 2006.